# Йоаникий Ракотински
Йоаникий Ракотински (на македонска литературна норма: Јоаникиј Ракотински) e български духовник от Македония, архимандрит, обявен за светец от Македонската православна църква.

## Биография
Според запазената му автобиография от 19 март 1930 година Йоаникий е роден на 7/20 януари 1847 година в Охрид, тогава в Османската империя, в семейството на Георги и София Чешмеджиеви. Завършва гръцкото училище в родния си град и става духовник в Българската екзархия. В 1875 година митрополит Теодосий Скопски го ръкополага за йеромонах. В 1875 или 1880 година Йоаникий основава манастира „Свети Илия“ в Ракотинци, Скопско. Манастирът е осветен от екзархийския митрополит Теодосий Скопски. Йоаникий е добре образован и пътува много по свети места, заради което хората го наричали „Дядо Хаджия“. Преподава в българското училище, което се е помещавало в манастирския двор. Местното население се обръщало към него и за лечение.
След като Охрид попада в Кралство Сърбия след Междусъюзническата война в 1913 година, Йоаникий е тормозен от новата сръбска власт и сърбофилските епископи заради подкрепата си към Българската екзархия.
За укрепване на националния дух в Македония през Първата световна война в 1918 година, Йоаникий е награден с орден „Свети Александър“.
Отец Йоаникий умира в Ракотинци на 23 януари 1940 година.

## Канонизация
Местното население дълги години почита отец Йоаникий като светец. Мощите му са открити нетленни през 1986 година в селския храм в Ракотинци „Успение Богородично“.
В 2017 година в катедралния храм в Скопие „Свети Климент Охридски“ Йоаникий е обявен за светец от архиепископ Стефан Охридски и Македонски в съслужение с митрополитите на разколническата Македонската православна църква – Охридска архиепископия, като по време на канонизацията иконата на Йоаникий Ракотински е осветена. Тропарите в негова памет са написани от химнописеца на Вселенска патриаршия отец Атанасий Симонопетрит. Частица от мощите на Йоаникий Ракотински се намира и в Берския манастир „Свети Йоан Предтеча“ и той започва да се почита и в Гърция като чудотворец и лечител.
Канонизацията става по случай 50-годишнината от обявяването на автокефалията на Македонската православна църква, непризната от поместните православни църкви. Главата на каноничната Православна охридска архиепископия Йоан VI Охридски заявява в писмо до митрополитите на Македонската православна църква, че тази канонизация не бива да се извършва, защото „Йоаникий от Ракотинци е бил сръбски духовник“ и защото „Македонската църква е в схизма и не може да произвежда светци“.
Канонизацията на Йоаникий Ракотински е вторият случай, при който друга православна църква канонизира български екзархийски духовник след канонизацията на Васил Димитров от Желин от Църквата на Гърция през 2014 година.